# SZNZ: Winter
SZNZ: Winter és el desè EP de la banda estatunidenca de rock alternatiu Weezer, el quart i darrer que formen el projecte SZNZ (pronunciat en anglès seasons, estacions). Es va publicar digitalment el 21 de desembre de 2022, coincidint amb el solstici d'hivern.
Weezer va interpretar l'EP al complet sota el pseudònim de Goat Punishment al The Troubadour de West Hollywood el 19 de setembre de 2022.
D'aquest treball se'n va extreure un senzill el 9 de desembre de 2022, «I Want a Dog», i una setmana després la van estrenar en directe al programa de televisió Jimmy Kimmel Live!.

## Llista de cançons
Totes les cançons foren escrites i compostes per Rivers Cuomo. 
| Núm.          | Títol                          | Durada |
| ------------- | ------------------------------ | ------ |
| 1.            | «I Want a Dog»                 | 2:49   |
| 2.            | «Iambic Pentameter»            | 3:52   |
| 3.            | «Basketball»                   | 2:47   |
| 4.            | «Sheraton Commander»           | 2:04   |
| 5.            | «Dark Enough to See the Stars» | 2:37   |
| 6.            | «The One That Got Away»        | 2:52   |
| 7.            | «The Deep and Dreamless Sleep» | 4:36   |
| Durada total: | Durada total:                  | 21:35  |

| 8. | «Why Don't You Get Me» |  |

## Crèdits
Weezer
- Rivers Cuomo – cantant, veus addicionals, guitarra, producció
- Brian Bell – guitarra, veus addicionals
- Patrick Wilson – bateria
- Scott Shriner – baix, veus addicionals

Músics addicionals
- Max Bernstein – direcció musical
- Jonathan Dreyfus – banjo, violoncel, contrabaix, harmònium, clavicèmbal, mellotron, arranjaments d'orquestra, theremin, viola, violí
- Amy Andersen – veus addicionals
- Jean-Louise Parker – veus addicionals, viola, violí
- Harry Cooper – clarinet
- Jonathan Leahy – arranjaments de corda
- Kelly O'Donohue – trompeta
- Jake Sinclair – veus addicionals, sintetitzador
- Efe Cakar – guitarres addicionals
- Suzy Shinn – veus addicionals